# Reprezentacja Cypru Północnego w piłce nożnej mężczyzn
Reprezentacja Cypru Północnego w piłce nożnej jest jedną z najlepiej zorganizowanych reprezentacji nienależących do Międzynarodowej Federacji Piłki Nożnej (FIFA) i Azjatyckiej Konfederacji Piłkarskiej (AFC), ponieważ Cypr Północny (nieuznawany na arenie międzynarodowej) nie jest członkiem Organizacji Narodów Zjednoczonych. O członkostwo w tej organizacji Turcy mieszkający na Cyprze zabiegają już od 1955 roku, kiedy to Cypryjski Związek Piłki Nożnej postanowił tymczasowo zawiesić udział klubów z Cypru Północnego w celu uniknięcia konfliktów między greckojęzycznymi a tureckojęzycznymi obywatelami tego państwa. Z tego powodu tureckojęzyczni Cypryjczycy postanowili założyć własną federację piłkarską, której odmówiono w tym samym roku członkostwa w Międzynarodowej Federacji Piłki Nożnej. Po utworzeniu nieuznawanej przez społeczność międzynarodową Tureckiej Republiki Cypru Północnego (1983) władze Międzynarodowej Federacji Piłki Nożnej z powodu problemów politycznych na wyspie zaprowadziły bojkot reprezentacji. Członkowie Międzynarodowej Federacji Piłki Nożnej nie mogą rozgrywać z nią meczów pod groźbą zawieszenia. Cypr Północny uważa to za dyskryminację, wielokrotnie odbywały się protesty w tej sprawie. Jak dotąd reprezentacja rozgrywa mecze jedynie z innymi zespołami niezrzeszonymi w Międzynarodowej Federacji Piłki Nożnej.
W 2006 roku reprezentacja Cypru Północnego wzięła udział w pierwszych mistrzostwach dla takich drużyn, FIFI Wild Cup. Wygrała je, pokonując po drodze  1–0 reprezentację Grenlandii, 3–1 reprezentację Zanzibaru i 2–0 reprezentację Gibraltaru. W finale ponownie pokonała reprezentację Zanzibaru, tym razem 4–1 w serii rzutów karnych (w meczu padł remis 0–0).
Cypr Północny miał także zostać gospodarzem kolejnego tego typu turnieju – VIVA World Cup 2006. Na skutek szeregu nieporozumień z NF-Board prawo do organizacji turnieju zostało jednak odebrane Cyprowi Północnemu i przekazane Oksytanii. Stadion narodowy o nazwie Lefkoşa Atatürk Stadı mieści się w Północnej Nikozji. Według danych z 9 czerwca 2012 roku reprezentacja ta rozegrała 34 nieoficjalne mecze, z czego wygrała 21, zremisowała 4 i przegrała 9.